# Fleurier
Fleurier (toponimo francese) è una frazione di 3 518 abitanti del comune svizzero di Val-de-Travers (Canton Neuchâtel).

## Geografia fisica
Fleurier si trova nella valle Val-de-Travers, alla confluenza dei fiumi Areuse, Buttes e Fleurier, a nord del lago di Neuchâtel.

## Storia

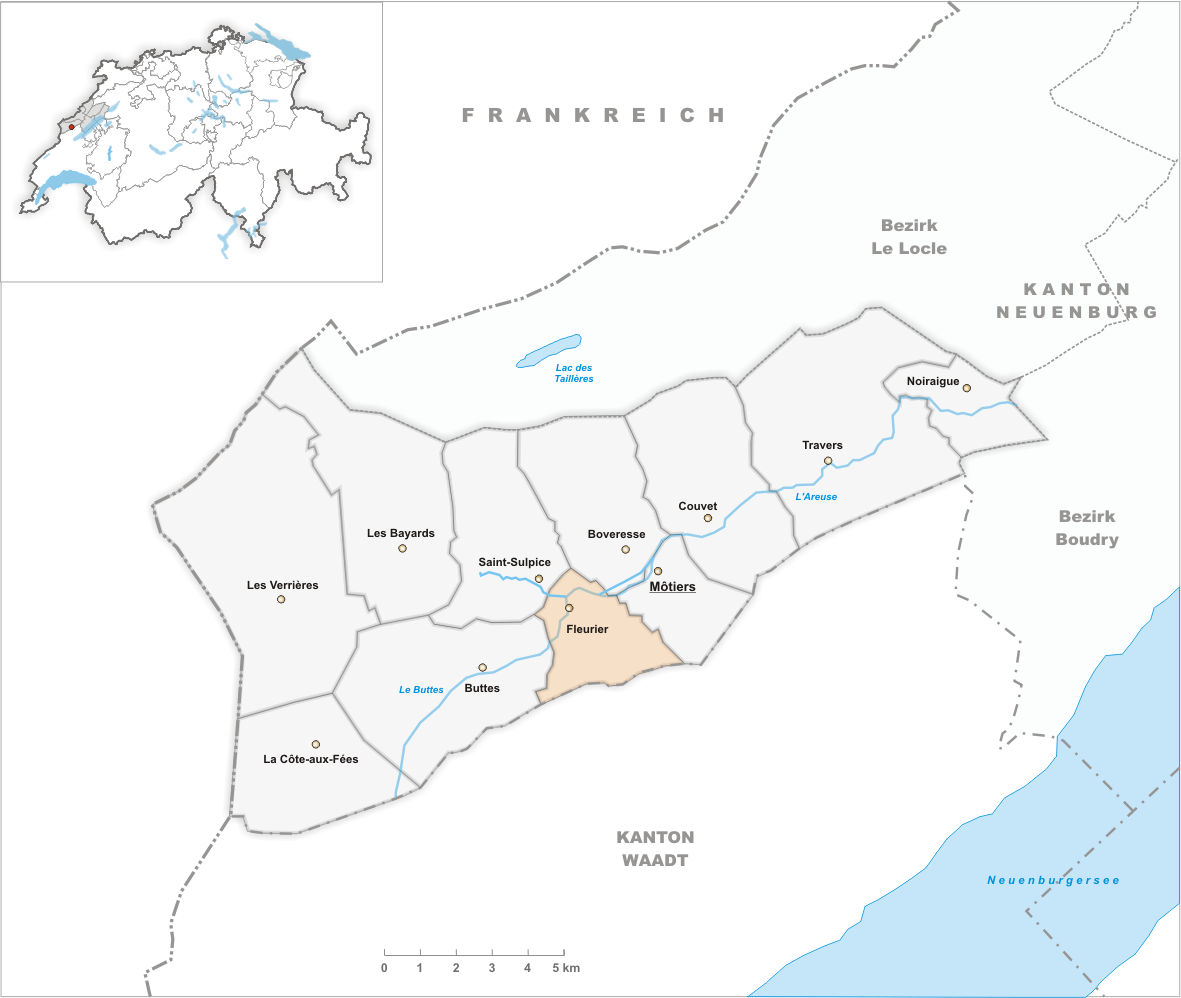
Il territorio del comune di Fleurier prima degli accorpamenti comunali del 2009

Già comune autonomo che si estendeva per 7,74 km², in seguito all'esito favorevole del referendum del 17 giugno 2007 il 1º gennaio 2009 è stato aggregato agli altri comuni soppressi di Boveresse, Buttes, Couvet, Les Bayards, Môtiers, Noiraigue, Saint-Sulpice e Travers per formare il nuovo comune di Val-de-Travers, del quale Fleurier ospita la sede municipale.

## Monumenti e luoghi d'interesse
- Chiesa parrocchiale riformata, eretta nel 1827, con campanile del 1900[1];
- Cappella riformata, eretta nel 1675 e ricostruita nel 1702[1];
- Cappella riformata indipendente, eretta nel 1886[1];
- Chiesa parrocchiale cattolica di Santa Maria Assunta, eretta nel 1858 e ricostruita nel 1972[1].

## Società

### Evoluzione demografica
L'evoluzione demografica è riportata nella seguente tabella:
Abitanti censiti

## Economia
L'economia locale si basa prevalentemente sui settori secondario (industria orologiera) e terziario (turismo).

## Infrastrutture e trasporti

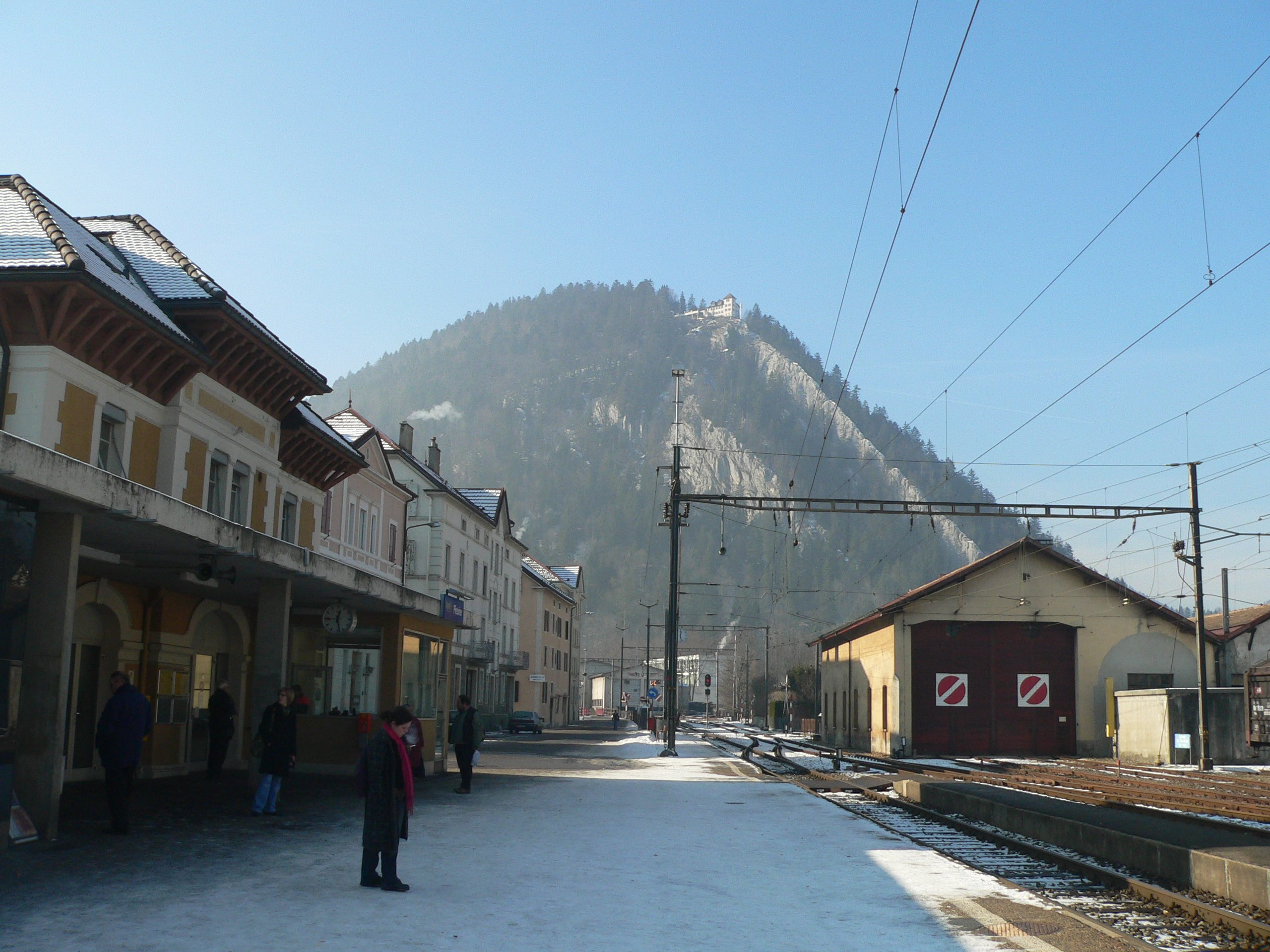
La stazione di Fleurier

Il passo del col des Etroits collega il paese con Yverdon-les-Bains; Fleurier è servito dalla strada principale 10, dall'omonima stazione sulla ferrovia Travers-Fleurier-Buttes.